# Fatermési osztály
Fatermési osztálynak nevezzük egy adott faállomány (állomány-összetevő) magassági növekedésének az ország összes azonos fafajú állományához viszonyított intenzitását, a legjobbtól a legrosszabbig I-től VI-ig terjedő római számokkal jelölve.
Ez egy adott korra a legjobb termőhelyen elméletileg elérhető legnagyobb és a leggyengébb termőhelyen mérhető legkisebb magasság (pl. 50 éves korban 28, illetve 13 m) által meghatározott tartományon belül mutatja a vizsgált állomány magasságának relatív helyét. Az említett magassági tartományt (példánkban 15 m) általában 6 mezőre osztják és ezeket nevezik fatermési osztályoknak (egy 24, 5 m magas faállomány, így pl. a 23 és 25, 5 m közé eső második fatermési osztályba tartozik). Megjegyzendő, hogy a mezőkre osztás (a mezők szélessége) azonban önkényes, és nem a termőhelyi viszonyokból kiindulóan történik. Ezért a fatermési osztályok és a termőhely közötti összefüggések nem mindig olyan szorosak, mint azt feltételezik.

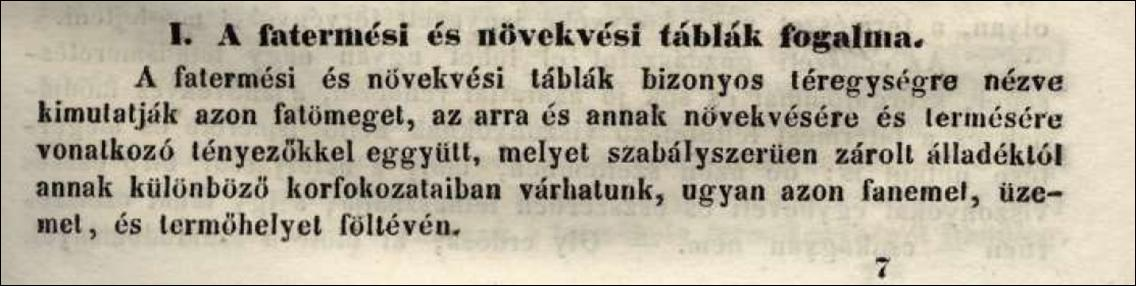
Erdőszeti Lapok (1862 április), részlet a 7. oldalról

A fatermési táblákkal – mely szoros összefüggésben van a termőhelyi osztályokkal – már az 1862 áprilisában megjelenő Erdőszeti Lapok (ma Erdészeti Lapok) is foglalkozott, ezt írja: „A fatermési és növekedési táblák bizonyos tájegységre nézve kimutatják azon fatömeget, az arra és annak növekvésére és termésére vonatkozó tényezőkkel együtt, melyet szabályszerűen zárolt álladéktól, annak különböző korfokozataiban várhatunk, ugyanazon fanemet, üzemet és termőhelyet föltevén.”

## A fatermési táblák története

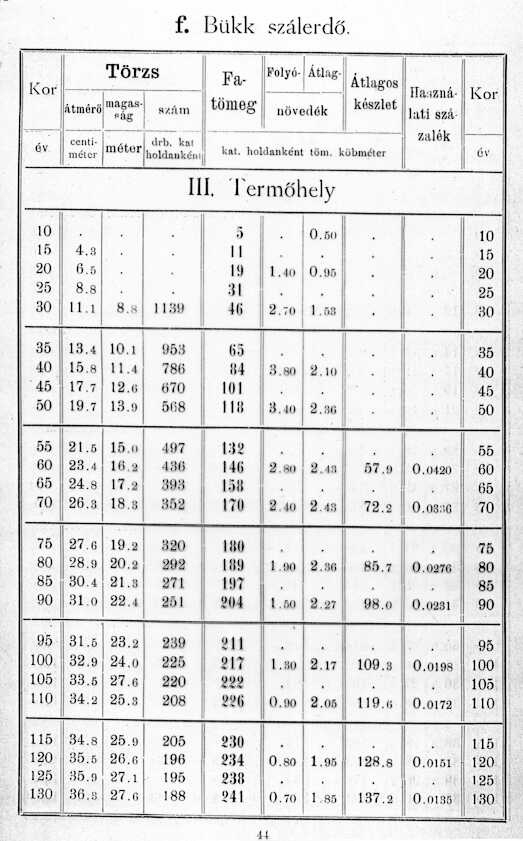
részlet ifj. Greiner Lajos Bükk fatermési táblájából (1896)

A fatermési táblákkal már nagyon sok kutató és erdész foglalkozott. Az első publikált hazai fatermési tábla készlet id. Greiner Lajostól származik (1796–1882). A Greiner-féle fatermési táblák 1896-ban tölgy, bükk, gyertyán és akác sarjtáblákkal bővítve, 5 éves korfokozatokkal jelentek meg, könnyen kezelhető formában.
Széles körben elterjedtek voltak Rudolf von Feistmantel fatermési táblái (1854) is, amelyek azonban a Greiner-féle tábláknál jóval szegényesebb tartalommal bírtak: eredeti adatként csak a fatérfogat szerepelt bennük (a kor függvényében). A fatermési táblákról, azok összeállítása és használata módjáról Divald Adolf értekezett 1862-ben.
A Szlavóniai bükk és tölgy fatermési táblái 1866-ban jelentek meg.
Megemlítendők még:
- Rónai György növekedési törvényszerőségekről, gyérítési kísérletekről és fatermési táblákról írt értekezései

(1909, 1910, 1914, 1916)
- Béky Albert tölgy sarjerdő fatermési táblája (1908);
- Fekete Zoltán fatermési kísérleti területről szóló tudósítása (1913);
- Bedő Albert fatermési táblákról szóló tanulmánya (1916);
- Bund Károly a helyi fatermési táblákról szóló értekezése (1921)

Napjainkban is nagyon sok kutató foglalkozik a témakörrel és főleg egy-egy fafajra vannak specializálódva. A csertölgy faterméstani kutatását például Sopp László kezdte el. 3428 döntött csertölgy részletes fatömeg-elemzési adataiból szerkesztette meg a fatömegtáblát. További vizsgálatai a cser fatermési tábla megszerkesztésére irányultak. Vizsgálatánál 14499 erdőrészlet üzemtervi adatából vezette le a csertölgy átlagmagassági szórásmezőjét, majd megszerkesztette a cser fatermési táblát (Sopp táblák). Szintén a csertölgy fatermési tábláját dolgozta fel Király László (1971) is egy új grafikus rendszerű fatermési táblává, amely jelenleg is érvényben van.

## Fatermési modell
Adott fafajú vagy fafaj-összetételű faállományok legfontosabb jellemzőinek időbeli változásait megjelenítő táblázat, nomogram, függvény illetve algoritmus. 

### Formái
- Fatermési tábla: adott fafajú vagy fafaj-összetételű egykorú faállományok legfontosabb jellemzőinek időbeli változásait fatermési osztályonként megjelenítő táblázatos formájú fatermési modell.
- Fatermési nomogram: adott fafajú vagy fafaj-összetételű egykorú faállományok legfontosabb jellemzőinek időbeli változásait megjelenítő grafikus formájú fatermési modell.
- Fatermési függvény: adott fafajú vagy fafaj-összetételű egykorú faállományok legfontosabb jellemzőinek időbeli változásait megjelenítő matematikai függvény.
- Fatermési algoritmus: adott fafajú vagy fafaj-összetételű egykorú faállományok legfontosabb jellemzőinek időbeli változásait a fatermési függvények segítségével megjelenítő számítógépes alkalmazás (program).

#### Gyakorlati megvalósítás
Ha ismert a faállomány kora, sűrűsége és elegyaránya, továbbá ismert, hogy az erdőrészlet termőhelyi viszonyai a használt fatermési táblák hányadik fatermési osztályának felelnek meg, akkor ezeknek az adatoknak a segítségével megközelítően megbecsülhető a faállomány fatérfogata anélkül, hogy a mellmagassági átmérők közvetlenül számba vehetők lennének.
A fatermési osztály gyors meghatározása a főállomány átlagmagassága és a faállomány kora alapján történik.
- Példa: egy 40 éves erdeifenyves főállományának átlagmagasságát 19 méterben állapították meg. Az országos erdeifenyő fatermési táblából (Solymos Rezső, 1991) kikereshető, hogy 40 éves korban mely fatermési osztály esetén közelíti meg leginkább.

## Külső hivatkozások
- Mezőgazdasági Szakigazgatási Hivatal
- Mendlik Géza (1983): Bükk fatermési tábla. Erdészeti Kutatások. 75. 189-198. Archiválva 2016. március 5-i dátummal a Wayback Machine-ben
- Erdészeti Tudományos Intézet
- Elektronikus Periodika Adatbázis és Archívum - Erdészeti Lapok (korábbi címe:Erdőszeti Lapok)